# Rivne (huyện)
Huyện Rivne (tiếng Ukraina: Рівненський район, chuyển tự: Rivnes’kyi raion) là một huyện của tỉnh Rivne thuộc Ukraina. Huyện Rivne có diện tích 1176 km², dân số theo điều tra dân số ngày 5 tháng 12 năm 2001 là 87998 người với mật độ 75 người/km2. Trung tâm huyện nằm ở Rivne.